# Hemerodromia nigrescens
Hemerodromia nigrescens är en tvåvingeart som beskrevs av Yang 1995. Hemerodromia nigrescens ingår i släktet Hemerodromia och familjen dansflugor.
Artens utbredningsområde är Zhejiang (Kina). Inga underarter finns listade i Catalogue of Life.